# Johann Sabath
Johann „Hennes“ Sabath (* 4. Juni 1939 in Duisburg-Hamborn; † 12. August 2023) war ein deutscher Fußballspieler, der von 1963 bis 1969 beim MSV Duisburg 117 Spiele in der Fußball-Bundesliga absolvierte und dabei sechs Tore erzielte.

## Laufbahn
Das Talent des Hamborner Nachwuchsspielers erkannte der DFB im Jahr 1957 und brachte ihn in der deutschen Jugend-Nationalmannschaft zum Einsatz. „Hennes“ Sabath debütierte in der DFB-Auswahl am 31. März in Oberhausen beim Länderspiel gegen England. Beim eindrucksvollen 4:1-Erfolg stürmte er auf Rechtsaußen. Im April gehörte er der DFB-Delegation für das UEFA-Juniorenturnier 1957 in Spanien an. Er spielte am 16. April in Madrid beim 2:2-Remis gegen Polen an der Seite von Halbstürmer Günter Herrmann, das Verteidigerpaar wurde von Fritz Pott und Karl-Heinz Schnellinger gebildet.
Die Vertragsspielerkarriere von Sabath begann 1957/58 bei den Sportfreunden Hamborn 07 in der Oberliga West. Die „Löwen“ stiegen mit 17:41 Punkten als Tabellenschlusslicht in die 2. Liga ab. Der Nachwuchsspieler hatte zehn Einsätze in der Oberliga absolviert. Nach dem Abstieg spielte er kurzzeitig beim SV Hamborn 1890 in der drittklassigen Verbandsliga Niederrhein, kehrte jedoch noch vor dem Wiederaufstieg zu Hamborn 07 zurück. Nach der Rückkehr in die Oberliga, 1959/60, kamen nur vier weitere Ligaeinsätze hinzu. Mit seinen Mannschaftskameraden Werner Rinass, Horst Podlasly und Rolf Schafstall belegte er in der Runde 1960/61 den siebten Tabellenrang und hatte sich mit 21 Einsätzen und acht Toren in der Oberliga etabliert. Im vorletzten Oberligajahr, 1961/62, war er in weiteren 21 Oberligaspielen mit sechs Toren für die Sportfreunde im Einsatz. Von 1957 bis 1962 absolvierte er 56 Spiele mit 14 Toren in der Oberliga West für Sportfreunde Hamborn und schloss sich dann zur Runde 1962/63 dem Meidericher SV an. Im letzten Jahr der alten erstklassigen Oberliga, 1962/63, belegte er mit den „Zebras“ den dritten Rang. Meiderich wurde in die neue Bundesliga aufgenommen und Sabath hatte in 17 Ligaspielen die Farben von Meiderich vertreten. Der Abwehrspieler feierte seine sportlich größten Erfolge in den 1960er Jahren mit dem Meidericher SV. In der ersten Saison der neugegründeten Fußball-Bundesliga 1963/64 wurde Sabath mit dem MSV Vizemeister hinter dem 1. FC Köln, 1966 verlor er mit seiner Mannschaft das Finale des DFB-Pokals gegen den FC Bayern München mit 2:4. Johann Sabath spielte bis 1969 für den MSV Duisburg und wechselte daraufhin in die Regionalliga West zum VfL Bochum. Er brachte es auf insgesamt 117 Einsätze in der Fußball-Bundesliga und erzielte dabei sechs Tore. Zum Ende seiner Karriere spielte er für den Amateurligisten 1. FC Bocholt in der Landesliga Niederrhein. Im Jahre 2014 erschien der Dokumentarfilm Meidericher Vizemeister, in dem er zusammen mit anderen Mannschaftsmitgliedern von der Vizemeistersaison 1963/64 berichtet.